# Каррингтон, Леонора
Леонора Каррингтон (англ. Leonora Carrington; 6 апреля 1917, Чорли, графство Ланкашир, Великобритания — 25 мая 2011, Мехико) — английская художница, скульптор, писательница, автор книг на английском, французском и испанском языках.

## Биография
Родилась в Ланкашире, Северная Англия, в аристократической семье, по материнской линии — ирландка, воспитывалась ирландской няней, часто ездила в Ирландию к бабушке. Училась живописи во Флоренции, занималась в художественной школе в Челси, в 1936 поступила в Лондонскую академию живописи. В 1937 познакомилась с Максом Эрнстом, бросила всё, переехала с ним в Париж, вошла в круг сюрреалистов, участвовала в групповых выставках 1938 в Париже и Амстердаме.
После ареста в 1939 Макса Эрнста французскими властями как подданного страны-противника пережила нервный срыв. Спасаясь от нацистской оккупации, переехала в Испанию, где срыв повторился, была по настоянию отца помещена в психиатрическую клинику г. Сантандер (позднее описала её в повестях «Там, внизу» и «Каменная дверь»). В 1941 бежала из клиники — согласно автобиографии (которую подтверждает большинство биографов), её спасла из клиники няня, прибывшая на подводной лодке. Леонора перебралась в Португалию, оттуда — в США, а потом в Мексику, где жила с 1942 по 1985 год. За это время она написала множество картин и рисунков, а также написала целый ряд книг («Дом страха», «Дебютантка», «Каменная дверь», «Слуховая трубка»), наполненных чёрным юмором. Дружила с художницами Ремедиос Варо и Фридой Кало, писателями Октавио Пасом, Карлосом Фуэнтесом, Алехандро Ходоровским (он поставил в театре пьесу К. «Пенелопа»). Работала над фреской «Магический мир майя» для Национального музея антропологии. В 1947 году в нью-йоркской галерее Пьера Матисса состоялась выставка работ художницы. В 1960-х гг. несколько раз снялась в кино, выступала художницей по костюмам в фильме мексиканского кинорежиссёра Хуана Лопеса Моктесумы «Дом сумасшедших» (1973).

## Творчество
Как и Варо, Каррингтон питала страстный интерес к таинственному. Её картины загадочны и полны метафор, их содержание малопонятно, но вызывает у зрителя ощущения дискомфорта и беспокойства.
Живопись, проза и драматургия Каррингтон полны мотивами кельтской и центрально-американской мифологии, сновидческой фантастикой и гротескным юмором, интересом к «чудесному в обыденном», программным для сюрреализма. У Каррингтон был зеркальный почерк, она могла писать справа налево и развернутыми задом наперед буквами.

## Признание

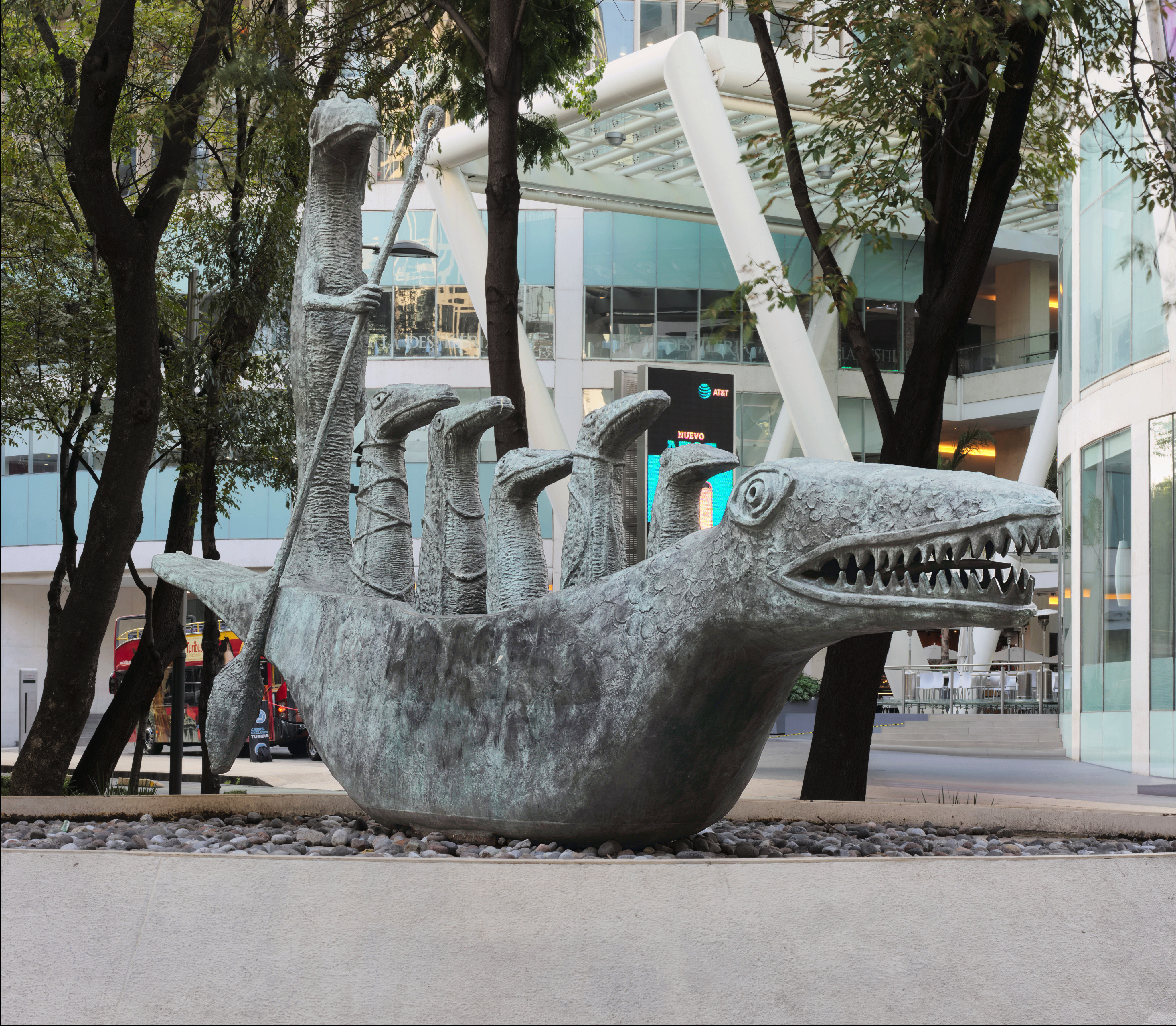
Cocodrilo Пасео-де-ла-Реформа, Мехико

О художнице снят документальный фильм (1965, реж. Фелипе Касальс, авторы сценария — Хулио Кортасар и Карлос Фуэнтес). На основе пьесы К «День агнца» (1940) написана опера австрийского композитора Ольги Нойвирт «Bählamms Fest» (либретто Эльфрида Елинек, пост. 1999).
В 2005 году Леонора Каррингтон была удостоена Национальной премии в области науки и искусства, присуждаемой правительством Мексики.
В 2015 году, в честь 98-летия художницы, был выпущен тематический Google Doodle, в котором использовалась работа Каррингтон «How Doth the Little Crocodile». Картина, навеянная стихотворением Льюиса Кэрролла «Как дорожит своим хвостом малютка крокодил» из книги «Алиса в стране чудес», в конце концов превратилась в скульптуру Cocodrilo, расположенную на Пасео-де-ла-Реформа.
22 марта 2018 года, в Центре искусств мексиканского города Сан-Луис-Потоси, был открыт Музей Леоноры Каррингтон с коллекцией произведений, предоставленных сыном художницы Пабло Вайсом Каррингтоном. 19 октября 2018 года в городе Ксилитле была открыта ещё одна штаб-квартира музея.

## Арт-маркет
В 2005 году аукционный дом Christie’s выставил на торги картину Леоноры Каррингтон Juggler (El Juglar, 1954), сумма продажи составила 713 000$, установив новый ценовой рекорд для работ живого художника-сюрреалиста.

## Семья
- Первый муж — Ренато Ледук[исп.] (1897—1986), мексиканский прозаик и поэт.
- Второй муж (с 1944 года) — Эмерико «Чики» Вайс[исп.] (полное имя Имре Вайс Шварц, 1911, Будапешт — 2007, Мехико), фотограф венгерского еврейского происхождения. Сыновья — Габриэль, поэт; Пабло, врач и художник-сюрреалист.

## Тексты
- En-Bas [1945]. Paris: Eric Losfeld, 1973
- Le Cornet acoustique. Paris: Flammarion, 1974.
- The oval lady, other stories: Six surreal stories. Santa Barbara: Capra Press, 1975.
- La Porte de pierre. Paris: Flammarion, 1976.
- La Débutante: contes et pièces(1937—1969). Paris: Flammarion, 1978.
- Pigeon vole: contes retrouvés. Paris: Le Temps qu’il fait, 1986.
- The House of Fear. New York: Dutton, 1988.
- The Seventh Horse & other Tales. New York: Dutton, 1988.
- The Hearing Trumpet. London: Virago, 1991.

## Публикации на русском языке
- Выход в свет // Бретон А. Антология чёрного юмора. — М.: Carte Blanche, 1999. С. 444—450.
- Влюбленный // Иностранная литература. 2003. № 6. С. 299—301.
- Слуховая трубка / Пер. А. Соколова. — М.: АСТ, 2016. — 256 с.